# Convention anglo-russe de 1907
Lire en ligne

Texte sur Wikisource

La convention anglo-russe de 1907 est un accord signé le 31 août 1907 entre la Grande-Bretagne et la Russie impériale à Saint-Pétersbourg.
Signé par Alexandre Izvolski pour la Russie et Arthur Nicolson (négocié par Edward Grey) pour la Grande-Bretagne, cet accord semble avoir mis fin à une longue lutte pour le pouvoir qui s'était déroulée au détriment des régions moins développées d'Asie centrale. Il définissait les sphères d’influence respectives de la Russie et de la Grande-Bretagne en Perse, Afghanistan et au Tibet et mena à la formation de ce qui allait devenir la Triple-Entente.

## Contexte
Pour un article plus général, voir Grand Jeu (géostratégie).
Au cours du dernier tiers du XIXe siècle, les avancées de l'Empire russe en Asie centrale et la consolidation de la domination de l'Asie du Sud par l'Empire britannique entraînèrent une rivalité intense entre les deux empires coloniaux européens. Les intérêts conflictuels étaient centrés sur l'Afghanistan, l'Iran et le Tibet, trois États qui constituaient des tampons entre les possessions coloniales de la Grande-Bretagne et de la Russie en Asie. Les Russes considérèrent que la convention entre la Grande-Bretagne et le Tibet marquait l'établissement d'un protectorat britannique au Tibet, et décidèrent d'augmenter l'étendue des territoires sous leur contrôle. De plus, l'émergence de l'Empire allemand en tant que puissance mondiale et la défaite humiliante de la Russie en 1905 contre une puissance asiatique naissante, l'empire du Japon, au cours de la guerre russo-japonaise, contribuèrent à convaincre certains responsables britanniques et russes de la nécessité de résoudre leurs différends respectifs en Asie.

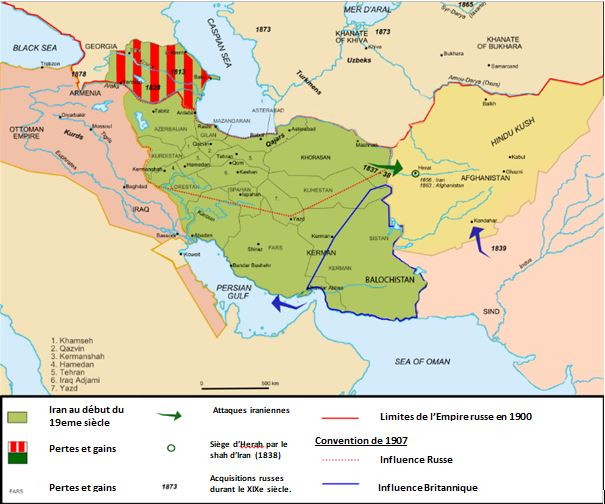
Carte de l'Iran au début du XXe siècle

En 1907, les Russes abandonnèrent une partie de la Mandchourie et de la Corée aux Japonais et contrôlèrent sans difficulté la Mongolie-Extérieure, avançant dans l'aire bouddhique que les Britanniques semblaient menacer par le sud. Les Russes signèrent cependant avec eux un traité délimitant leurs sphères d'influences respectives en faisant la promesse mutuelle de « respecter l'intégrité territoriale du Tibet et [de] s'abstenir de toute ingérence ». Les deux parties reconnaissaient la « suzeraineté de la Chine sur le Tibet » et s'engageaient à ne pas négocier avec les autorités tibétaines sans consulter le gouvernement chinois.

## Clauses du traité
La convention avait trois sections traitant respectivement de la Perse, de l’Afghanistan et du Tibet.
- la Perse était divisée en deux « sphères d'influence » distinctes, la partie nord allant à la Russie impériale et la partie sud à l'Empire britannique tandis que l'aire centrale serait une zone « neutre » ou « tampon ».
- En ce qui concerne l’Afghanistan, la Russie reconnaissait le pays comme un semi-protectorat britannique et abandonnait tout effort d’établissement de liens directs avec l’émir
- À la suite de l’expédition britannique au Tibet en 1903 et 1904 et au traité de Lhassa, les deux puissances étaient convenues de maintenir l’intégrité territoriale de cet État tampon et de ne traiter avec Lhassa que par l’intermédiaire de la Chine, la puissance suzeraine.

Les autorités tibétaines, bien que concernées par certaines clauses du traité, n'avaient été ni consultées ni informées. Ainsi que le rappela le 14e dalaï-lama dans sa lettre à Dag Hammarskjöld, secrétaire général de l'ONU, datée du 29 septembre 1960, le Tibet n’était pas représenté lors des débats qui menèrent à la signature de la Convention anglo-russe, et il n'est donc pas lié à ce traité.
L'accord concernant la Perse, qui comprenait cinq articles, fut signé sans que le gouvernement perse y participât ni même en eut connaissance, et, par la suite, il fut accueilli avec amertume par le Parlement perse. La Perse a été officiellement informée de l'accord tardivement, le 16 septembre 1907. Cet accord n'a pas été sans rapport avec le traité de 1919 signé plus tard.
L'accord, signé à Saint-Pétersbourg, déterminait aussi le destin de l'Afghanistan. De même que les Iraniens, Habibullah Khan, l’émir d’Afghanistan, refusa de reconnaître cette convention. Pour affirmer son indépendance, l’Afghanistan déclencha en 1919 une courte guerre conclue par le traité de Rawalpindi.

## Controverse
Selon le Centre d'informations Internet de Chine, cette convention serait le premier document international qui substitue le terme suzeraineté à souveraineté.
Cependant, selon le Dr Hienstorfer du Scientific Research Service for International Law, la Chine a persisté à revendiquer une suzeraineté sur le Tibet sur la base d'un traité de 1720. Le Tibet considère cependant que le traité est caduc depuis la chute de la dynastie Qing en 1911. Le traité n'étant pas disponible, il n'est pas possible d'analyser la controverse.

## Conséquences
Nombreux sont ceux qui pensent que ces négociations ont surtout servi à forger une alliance politique face au développement de l'influence de l'Allemagne. En effet, engagée dans la Triple Alliance depuis 1882, l'Allemagne envisageait une expansion territoriale et militaire comme le moyen de lui donner un rôle et une importance sur la scène internationale.
Cette volonté d’expansion est initiée par Guillaume II, alors au pouvoir au travers de la WeltPolitik. L'accord anglo-russe aurait également écrasé tout espoir d'autonomie perse. L'idée d'un État persan réformé n'était pas ce que ces puissances avaient à l'esprit ; elles jouissaient à la fois de la stabilité et du contrôle en Perse et prévoyaient de le garder ainsi. Dans l'ensemble, la Convention représentait une démarche soigneusement calculée de la part de chaque puissance qui a choisi d'accorder de l'importance à une alliance puissante plutôt qu'à un contrôle exclusif potentiel sur diverses parties de l'Asie centrale.

### Source
- London and the Invention of the Middle East: Money, Power and War, de R. Adelson, 1902-1922. New Haven & London: Yale University Press. 1995. p. 59-62.

## Biographie
- Abrahamiam, Ervand. A History of Modern Iran. Cambridge University Press. 2008.
- Adelson, Roger. London and the Invention of the Middle East: money, power, and war, 1902–1922. St. Edmundsbury Press. 1995.
- Great Britain, Parliamentary Papers, London, Vol CXXV. No 2.1908.
- Palace, Wendy. The British Empire and Tibet. Studies in the Modern History of Asia. RoutledgeCurzon. Milton Park. 2005.
- Tomaszewski, Fiona K. A Great Russia: Russia and the Triple Entente. Greenwood Publishing Group. 2002.